# Macbeth (pel·lícula de 1948)
 Macbeth és una pel·lícula dels Estats Units de 1948 dirigida per Orson Welles i és l'adaptació de l'obra homònima de William Shakespeare. Ha estat doblada al català.

## Argument
La presa del poder per Macbeth, rei d'Escòcia, i el seu destí fatal.

## Rebuda
La pel·lícula va ser un fracàs comercial i de crítica a la seva estrena el 1948 als països anglosaxons. La crítica li retreia l'accent escocès que els actors imitaven, fent inintel·ligibles els diàlegs. Als països no anglòfons, on el problema no existia pel doblatge o la subtitulació, la pel·lícula va ser un èxit, tant de crítica com comercial.
Destacar a propòsit que a El tercer home de Carol Reed, cada personatge és caracteritzat per la seva veu i el seu accent particular americà (Harry Lime), anglès (popular o lletrat), irlandès, alemany o txec, etc.

## Anàlisi de l'obra
Macbeth reprèn l'escenificació de l'obra muntada per Welles amb la seva companyia del Mercury Theater. Segons les prediccions de les tres germanes (les bruixes), Macbeth s'ha de convertir en rei sense ser l'hereu. Incapaç de resistir a les forces de la nit, Macbeth és un esperit feble davant la seva dona Lady Macbeth que li organitza la maquinació maquiavèl·lica per matar el rei i accedir al poder. Si arriba al tron per la sang, Macbeth és pres de remordiment sentint-se desemmascarat. S'enfonsa en la bogeria que veu els espectres del rei i de Banquo entaulats al seu banquet de coronació, sota els encantaments de la seva dona "What is done can't be undone" (el que és fet és fet) que intenta tornar-lo a la raó mentre repeteix sense aturador "blood appeals blood" (la sang crida la sang").
L'escenificació no vacil·la davant els efectes grandiloqüents i fantàstics, en una decoració de castell medieval en cartró pedra sobre una plató d'estudi. El mateix Orson Welles obre els ulls oberts desmesuradament i les profunditats de camp per donar a les escenes de bogeria un expressionisme mut que sembla una resposta a Ivan el Terrible de Serguei Eisenstein. Aquestes decoracions rugoses, salvatges i expressionistes, així com aquests efectes cinematogràfics grandiosos (picat, contrapicat i profunditat de camps), eviten a la pel·lícula caure en l'academicisme de les lectures habituals de Shakespeare, en aquell temps sobretot les de Laurence Olivier. Les escenes de bogeria, gràcies a la interpretació de Jeanette Nolan (Lady Macbeth) – entre les quals l'escena de la mà - són particularment aconseguides així com l'escena final del bosc en marxa.

## Repartiment
- Orson Welles: Macbeth
- Jeanette Nolan: Lady Macbeth
- Dan O'Herlihy: Macduff
- Edgar Barrier: Banquo